# Juan Sáenz Valiente
Juan Sáenz Valiente (Buenos Aires, Argentina; 1 de octubre de 1981), también conocido como Juanungo es un animador, productor, guionista y dibujante de historietas argentino. Es autor de libros de historietas como La Sudestada o Sarna. Fue un miembro fundador de la organización Banda Dibujada. Ganó cuatro Premios Carlos Trillo, cuatro Premios Banda Dibujada y un premio ALIJA por sus obras Cobalto (con guion de Pablo De Santis), La Sudestada y Norton Gutiérrez y el Collar de Emma Tzampak. Su historieta El Hipnotizador (con guion de Pablo De Santis) fue adaptada a una producción homónima de HBO Latinoamérica protagonizada por Leonardo Sbaraglia. Publicó historietas en las revistas Orsai, Fierro, Suda Mery K y Lule Le Lele, entre otras.

## Biografía
Hijo de una arquitecta y un fotógrafo, diseñador gráfico, cineasta y animador, Juan fue influenciado por el dibujo desde su infancia. Sus primeras influencias fueron Tin Tín y Milo Manara, y considera a su padre como su único maestro, ya que le enseñó a ver la realidad con los ojos de un dibujante. La historieta era el único rincón virgen artístico de su familia. En 1992 ganó el 1.º puesto en el Concurso de Historieta Los tres chiflados en la Argentina, organizado por programa de Canal 13 El agujerito sin fin. En 1998 publicó su primera historieta, Capitán Farvennugen, en la revista Aggresive Soul Magazine #3.
En 2001 comienza su carrera profesional como historietista al ganar el primer premio en el Primer Concurso Nacional de Historieta con la historieta La Ventana Abierta, basada en un cuento homónimo de Saki. También recibió una mención en el Concurso de Historietas de Metrovías en la categoría tira, y fueron expuestos originales en el Espacio Historieta del Centro Cultural Recoleta.
En 2003 su corto animado Jubilados es finalista del Festival Internacional de Animación de Córdoba Anima 2003, que en 2006 ganaría el Concurso Internacional QuickFlick World en la categoría Frágil.
En 2004, Juan viaja al Festival Angoulême de Francia donde es rechazado en varias editoriales hasta ser referido a Carlos Trillo, con quien publicó su primer trabajo profesional, Sarna, tanto en Argentina como en Francia. Entre 2004 y 2007 dibujó historietas para la revista Suda Mery K!.
En 2005 se convierte en miembro fundador de la organización Banda Dibujada, dedicada a la difusión de la historieta para niños y adolescentes.
Desde 2006 comienza a colaborar con Pablo De Santis haciendo historietas autoconclusivas en la revista Fierro (segunda etapa) para luego realizar la serie El Hipnotizador, que en 2015 sería adaptada a una producción de HBO Latinoamérica y ya lleva dos temporadas. En 2006 también es invitado al festival Viñetas con Altura en La Paz, Bolivia, donde fue nombrado Visitante Ilustre de la República de Bolivia.
A partir de 2011 comienza a colaborar en la Revista Orsai, primero con la historia corta La madre de todas las desgracias (con guiones de Hernan Casciari) y luego con varias historietas con guiones de Alfredo Casero. Estas últimas no eran producidas de forma convencional, sino narradas por Casero, dibujadas por Sáenz Valiente y posteriormente corregidas por Casero.
En 2013 publicó su primera obra larga como autor integral, Norton Gutiérrez y el collar de Emma Tzampak, en España bajo la editorial Bang! Editores, a la que considera su obra favorita propia. En 2018 publicó la secuela, Norton Gutiérrez y el experimento del profesor Maglione.
Entre 2015 y 2016 autoeditó tres libros: Me estoy quedando pelado (2015), Un perro con sombrero (2015, con guiones de Alfredo Casero) y Llanta: 100 dibujos de Juan Sáenz Valiente (2016).
Entre 2015 y 2019 publicó cuatro libros en Argentina con la editorial Hotel de las Ideas: La Sudestada (2015), Cobalto (2016), Norton Gutiérrez y el collar de Emma Tzampak (2017) (esos tres premiados) y Norton Gutiérrez y el experimento del profesor Maglione (2019).
En 2020 publicó dos libros: Conjuntivitis: Fanzines 2008-2020 (Tren en Movimiento) y Juan Sáenz Valiente: El comics (Historieteca).
En 2021, Sáenz Valiente comenzaría a firmar sus obras bajo un pseudónimo, Juanungo, justificando su implementación como necesaria para que editores franceses dejaran de escribir incorrectamente su nombre en afiches publicitarios.A mediados de 2023 debutaría la primera obra bajo su nueva identidad: El animador, editada en Argentina por Hotel de las Ideas, inspirada en los últimos días de su padre, Rodolfo "Rufo" Sáenz Valiente, un reconocido artista del mundo de la animación argentina.En el mismo año estrenaría también la adaptación cinematográfica de La sudestada, dirigida por Daniel Casabe y Edgardo Dieleke, y seleccionada como parte de la competencia oficial del 24° BAFICI.
En 2024, a principios de agosto, se publicaría el tomo recopilatorio Frank Momo: Detective del caribe, con arte de Pablo Zweig y editado por Historieteca, su primera obra como guionista de otro dibujante.El mismo recopila la serie completa del personaje originalmente creado por Pablo Túnica,y está compuesto por tres historias: El último bolero de Paquito Rivero, (originalmente publicada en el número 116 de la segunda etapa de la revista Fierro), ¿Cree usted en fantasmas? y El misterio del Ununú (ambas inéditas hasta la publicación del tomo).

## Obra

### En Argentina
El primer libro publicado de Juan Sáenz Valiente en Argentina es Sarna, con guiones de Carlos Trillo. En 2008 salió publicado por la Editorial Domus su primer compilado de historias cortas, Sigilo. Publicó historietas en la revista Fierro (segunda etapa), donde resalta su trabajo con Pablo De Santis. Juntos serializaron Cobalto y El Hipnotizador. Esta última fue recopilada en el libro homónimo en 2010 por Reservoir Books. También en 2010 se publica su segundo recopilatorio de historias cortas, Matufia, por la editorial +INFO. Según el autor, es más recomendable la segunda edición de la editorial Agua Negra publicada en 2017. Como parte de la sección Apócrifos, publica una tira de Macanudo, la historieta de Liniers, en el Diario La Nación el 3 de octubre de 2010 (que luego se compilaría en el libro Macanudo #10).
En 2015 publica La Sudestada en la editorial Hotel de las Ideas, obra premiada con dos Premios Trillo en 2016 en las categorías Mejor Autor Integral y Mejor Obra Público Adulto y dos Premios Banda Dibujada en las categorías Libro de historieta de ficción para jóvenes de Autor Nacional y Recomendado del público asistente a la ceremonia. Ese mismo año también autoedita dos libros: Me estoy quedando pelado y Un Perro con Sombrero (con guiones de Alfredo Casero), que recopila las historietas publicadas en la revista Orsai. En la revista Fierro (segunda etapa) #116 también publica Frank Momo en: El último bolero de Paquito Rivero, una historieta autoconclusiva con guiones suyos y arte de Pablo Zweig.
En 2016 se publica por Hotel de las Ideas Cobalto, que incluye la serie homónima y también tres historias unitarias publicadas en la revista Fierro con Pablo De Santis. Este libro gana dos Premios Banda Dibujada como Mejor Dibujante y Libro de Historieta de ficción para jóvenes de Autor Nacional/ Nueva ficción. Ese mismo año autoedita el libro de arte Llanta: 100 dibujos de Juan Sáenz Valiente. En 2017 se publica en Argentina Norton Gutiérrez y el collar de Emma Tzampak, en un formato apaisado, a diferencia de la edición española. También se reedita Matufia por Agua Negra y se recopila su historieta autoconclusiva La madre de todas las desgracias (con guiones de Hernan Casciari) en el libro Dis Tinta de Editorial Sudamericana.
En 2018, Norton Gutiérrez y el collar de Emma Tzampak recibió el premio a la Mejor Novela Gráfica en el Gran Premio Alija, el premio Banda Dibujada a Mejor Historieta para Niños de Autor Nacional y el premio Carlos Trillo al mejor autor integral.
En 2019 se publica Norton Gutiérrez y el experimento del profesor Maglione por Hotel de las Ideas, en un formato similar a la entrega anterior.
A principios del 2020 se publican en simultáneo Conjuntivitis: Fanzines 2008-2020 por Tren en Movimiento, y Juan Sáenz Valiente: El comics por Historieteca, ambas recopilaciones de trabajos previos (fanzines y webcomics, respectivamente).
En Argentina presentó dos exposiciones, Es muy importante apreciar un gran impacto vestido de blanco (2010) y Más allá de la Ricchieri (2012).
Sáenz Valiente publicó también varios fanzines, Los famosos que no miramos (2008), Nadie sabía qué hacer con las manos (2010), Es muy importante apreciar un gran impacto vestido de blanco (2010), Pasivo y activo (2012), Más allá de la Richieri (2012), Ego-Trip (2013), Sueños (2013), La gente (2013), La verdad de la milanesa (2015), Chimentos del mundo de la historieta (2019) y Tire del dedo (2019). Estos fanzines fueron compilados en el libro Conjuntivitis: Fanzines 2008-2020 editado por Tren en Movimiento, que incluye con su preventa un fanzine autobiográfico.
Ilustró las portadas de los libros Los indios estaban cabreros de Agustín Cuzzani (2007) y Cuentos de la vía láctea (2014), Haunebu II (2015) y La magia de Molinari (2017) de Ulises Pastor Barreiro.
Durante 2009 y 2011 protagonizó las dos temporadas de Impreso en Argentina, una serie de Canal Encuentro en la que investiga obras de la literatura argentina junto a Pedro Mairal y luego dibuja historietas basado en ellas. En 2015 se estrenó la primera temporada de El Hipnotizador, una coproducción argentina-brasilera de HBO Latinoamérica basada en la historieta homónima de Sáenz Valiente y Pablo de Santis. También produjo en 2019 el cortometraje Hotel Recuerdo, basado en el cuento homónimo de Pablo De Santis, que fue seleccionado en el Festival Linares Fantástico y el Festival Bugarte.
Respecto a la animación, Sáenz Valiente produjo Jubilados (2003), un cortometraje ganador del Concurso Internacional QuickFlick World en la categoría Frágil. También participó de las animaciones del cortometraje Bu Bú, dirigido por Carlos Nine.
Por fuera del dibujo, Juan Sáenz Valiente es patinador de streetboard y es parte de un grupo de patinadores llamados Los Dragones Voladores. Con ellos realiza un videozine (fanzine en video) llamado 5 Puntos que publica en Youtube.

### En Francia
En el año 2004 se publicó su primer trabajo profesional, Sarna (con guiones de Carlos Trillo), bajo el nombre de Memoires d`une Vermine, por Editions Albin Michel. Con esa obra fue finalista del concurso Decoincer la Bulle como Mejor dibujante debutante del festival de Angoulême en 2006. En 2008 volvió al festival, exponiendo en la Exposición de Historieta Argentina de L 'Ecole National de L´Image. También en 2008 se publican historietas suyas: La pluma de las historias tristes bajo el título de La plume des histoires tristes en el libro antológico Dessine-moi le Bonheur, y Tinta Invisible en el libro Historieta: regards sur la bande desinée argentine, ambas con guiones de Pablo De Santis.
En 2010 se publica El Hipnotizador, con guiones de Pablo De Santis, bajo el título de L´Hypnotiseur, y es ternado para el Prix des Libraires de Bande Dessinée.
En 2011 sale en la revista Gorgonzola #16 la historieta Domingo, bajo el título de Dimanche. Las páginas son expuestas en la Casa de l´Amérique latine.
En el año 2013 es publicada su primera historieta larga como autor integral, Norton Gutiérrez et le coller d´Emma Tzampak, por Bang! Editions. También es invitado a la Cyclon BD en la Isla de la reunión.
En 2014 es invitado al festival Lyon BD y participa de cuatro exposiciones en la ciudad de Lyon, incluyendo una exposición de páginas de Norton Gutiérrez en el VM de Vaisse jeunesse. El libro es ternado en la categoría Truc d’or en el festival y es seleccionado entre los 100 libros infantiles favoritos de la Biblioteca Nacional de Francia. También ese año se adapta a un cortometraje con actores el cuento corto Conclusiones con el título de Conclusions, dirigido por Alejandro Fridman, antiguo compañero de colegio de Juan. El cortometraje circularía durante 2015 por varios festivales: Festival Internacional Cinemafest (México), Festival Internacional CORTISONICI (Italia), International Changing Perspectives Short Film Festival (Turquía), Festival de Cortometrajes - Semana de Soria 2015 (Argentina), Muestra de Cortometrajes 2015 (Argentina/Francia) y el International Film and Video Festival (Estonia).
En 2017 se publica Cobalto en Francia, con guiones de Pablo De Santis, y en 2018 la secuela de Norton Gutiérrez: Norton Gutiérrez et l'invention du professeur Maglione. También se publica Sudestada, en una edición tapa dura y a color.
El corto Mi VHS sin etiqueta (2019) formó parte de la selección oficial de Festival Film des Fesses y el Festival du Court Métrage d'Ouch.

### En Italia
Sarna (con guiones de Carlos Trillo) fue publicado por capítulos en la revista Blue (entre el #163 y #166) en 2005. Ese año también se publicó Reality Comercial bajo el título de Reality Spot en la revista X Comics #53. En 2011 se publica por capítulos en la Revista I-Comics El hipnotizador bajo el título de L´Ipnotizzatore en Revista I-comics, entre los números #7 y #12.

### En España
En 2006 se publicó una edición del libro de Alejandro Jodorowsky Las Ansias Carnívoras de la Nada, con una portada basada en un dibujo de Sáenz Valiente. En 2009, Juan Sáenz Valiente participa del evento Ilu-station y en 2011 de Mini-Station, ambos en la librería Abracadabra de Barcelona. En 2013 se publica por Bang! Ediciones Norton Gutiérrez y el Collar de Emma Tzampak, y en 2018 su secuela, Norton Gutiérrez y el experimento del profesor Maglione.

### En Alemania
Sáenz Valiente participó de la exposición Buenos Aires Poetry- Poesías de Buenos Aires en la Feria del Libro de Frankfurt en 2009, y en el 2010 participó de la muestra Nos tocó hacer reír: Historieta y humor gráfico en la Argentina con páginas de El Hipnotizador.

### En Inglaterra
En 2010 expuso trabajos varios en la librería Canning House de Londres en la muestra Cómica Argentina-

### En Argelia
Juan Sáenz Valiente fue invitado a la FIDBA en Argel en 2012 y 2013.

### En Serbia
Su historieta corta Domingo fue publicada en la revista Stripolis #7.

### En Estados Unidos
En 2009 participó de un comicbook titulado Four tales of overdose survival, editado por el Department of Public Health (Departamento de Salud Pública) del estado de Massachusetts, y protagonizó el comercial Become an M&M.

### En Brasil
En 2007 fue invitado al Festival Internacional de Cuadrinhos, al igual que en 2013, donde expuso historietas varias bajo el marco de la exposición El regreso de Fierro. En 2014 El Hipnotizador fue adaptado a obra de teatro por la compañía Vigor Mortis.

### En Bolivia
En 2006 Juan Sáenz Valiente es invitado al festival Viñetas con Altura, en La Paz, donde es declarado Visitante ilustre de la República de Bolivia. Ese mismo año se publica Hipócritas en la Revista Crash! #19. Se publica en 2009 un catálogo titulado Juan Sáenz Valiente, trabajos con ilustraciones suyas, y expuso sus ilustraciones en Patiño y Cochabamba.

### En Uruguay
En el 2004 participó de La historieta y la Industria en el evento Montevideo Comics, evento al que regresaría como invitado internacional en 2008. 

### En Chile
En 2006 expuso páginas de Sarna en el Museo Nacional de Bellas Artes de Santiago, bajo el marco de Comics para las masas, El cómic en la Argentina 1928-2006.

## Recepción
En Argentina, La Sudestada fue premiada con dos Premios Trillo en 2016 en las categorías Mejor Autor Integral y Mejor Obra Público Adulto y dos Premios Banda Dibujada en las categorías Libro de historieta de ficción para jóvenes de Autor Nacional y Recomendado del público asistente a la ceremonia, mientras que Cobalto ganó dos Premios Banda Dibujada como Mejor Dibujante y Libro de Historieta de ficción para jóvenes de Autor Nacional/Nueva ficción, en 2016. En 2018, Norton Gutiérrez y el collar de Emma Tzampak recibió el premio a la Mejor Novela Gráfica en el Gran Premio Alija, el premio Banda Dibujada a la Mejor Historieta para Niños de Autor Nacional y le concedió el premio Carlos Trillo a "Mejor autor integral".
A Sáenz Valiente se lo ha llamado el mejor dibujante de historietas de su generación, y a La Sudestada un nuevo clásico de la historieta argentina. Su falta de un estilo claro ha sido alabada y se ha dividido a sus obras en tres grandes categorías: las obras desgarbadas, con colores plenos, rostros y expresiones más simples y movimientos más descompaginados (por ejemplo Sigilo, Sarna, Cobalto y Un perro con sombrero); las obras gerontofílicas, en las que predominan los ancianos y contextos y ambientes más fuertes (por ejemplo La Sudestada y El Hipnotizador); y las obras hergesianas, basadas en el movimiento de línea clara (por ejemplo, Norton Gutiérrez y el collar de Emma Tzampak y Norton Gutiérrez y el experimento del profesor Maglione).

### Libros publicados en Argentina
- Sarna - Iron Eggs (2004), con guiones de Carlos Trillo.
- Sigilo, 5 historietas completas de Juan Sáenz Valiente - Domus Editora (2008). Incluye las historias cortas Sigilo, Domingo, Todd el dermatólogo, Uno de náufragos, Activo y Pasivo nº1, You are just a mirror, Turismo (con guiones de Paula Porroni y Pablo Túnica), Yo sólo vine a hablar por teléfono, La ventana abierta y El testículo de Bernardo
- Matufia, historietas de Juan Sáenz Valiente - +INFO (2010). Incluye las historias cortas Matufia, Estampas de la TV nacional, Saludos desde el cielo, Las matufias de Tintín, Giancarlodzille, Mi experiencia con Agé, 18:30hs, Hipócritas, La Su, la Sa o la Na,Feta, Mike vs Gustav, Conclusiones, Mi petizo y El campo (con guiones de Paula Porroni).
- El Hipnotizador - Reservoir Books (2010), con guiones de Pablo De Santis.
- La Sudestada - Hotel de las Ideas (2015).
- Me estoy quedando pelado - autoeditado (2015).
- Un perro con sombrero - autoeditado (2015), con guiones de Alfredo Casero. Incluye las historias cortas Lo ataba todo, Mónica pasión, Fally Farson, Acidounpedo, La historia de Robert Evinrude y sus caballos enanos y En un gran avión de aluminio.
- Calendario Trescha para el año de 2020 de bomberos desnudos pero con concha - autoeditado (2015), con Alfredo Casero. Viene adjunto como fascículo en Un perro con sombrero.
- Cobalto - Hotel de las Ideas (2016), con guiones de Pablo De Santis. Incluye las historieta Cobalto y las historias cortas El auto de Siriapo, Tinta Invisible y La pluma de las historias tristes. También se publicó una edición tapa dura de tirada limitada.
- Llanta: 100 dibujos de Juan Sáenz Valiente - autoeditado.
- Matufia, historietas de Juan Sáenz Valiente - Agua Negra (2017). Incluye las mismas historias cortas de la edición anterior en mejor formato.
- Norton Gutiérrez y el collar de Emma Tzampak - Hotel de las Ideas (2017)
- Norton Gutiérrez y el experimento del profesor Maglione - Hotel de las Ideas (2019)
- Conjuntivitis: Fanzines 2008-2020 - Tren en Movimiento (2020)
- Juan Sáenz Valiente: El comics - Historieteca (2020)
- El animador - Hotel de las Ideas (2023)
- Frank Momo: Detective del caribe - Historieteca (2024), con arte de Pablo Zweig.

### Libros publicados en Francia
- Memoires d`une Vermine - Editions Albin Michel (2004), con guiones de Carlos Trillo.
- L´Hypnotiseur - Editions Casterman (2010), con guiones de Pablo De Santis.
- Norton Gutiérrez et le coller d´Emma Tzampak - Bang! Editions (2013).
- Cobalto - Michel Lafon (2017), con guiones de Pablo De Santis.
- Sudestada - Michel Lafon (2018).
- Norton Gutiérrez et l'invention du professeur Maglione - Bang! Editions (2018).

### Libros publicados en España
- Norton Gutiérrez y el collar de Emma Tzampak - Bang! Ediciones (2013).
- Norton Gutiérrez y el experimento del profesor Maglione - Bang! Ediciones (2018)

### Libros publicados en Colombia
- La Sudestada - Cohete Cómics (2018).